# Schulgeschichte von Berchtesgaden
→ Zum aktuellen Stand des örtlichen Schulwesens siehe: Berchtesgaden#Bildung
Die Entwicklung des Schulwesens beziehungsweise seine Anfänge im heutigen Markt Berchtesgaden lassen sich bis ins 16. und 17. Jahrhundert zurückverfolgen. Es weist bis heute Lücken auf, die heute jedoch unter anderem durch private Schulträger in den Nachbargemeinden geschlossen werden.
Noch in den 1980ern gab es in Berchtesgaden lediglich eine Grund- und eine Hauptschule sowie das staatliche Gymnasium Berchtesgaden. Die Schüler, die die mittlere Reife erlangen wollten, besuchten die Realschulen in Freilassing, Mädchen auch die Realschule des Klosters Sankt Zeno in Bad Reichenhall.

## Winterschulen
Im 16. und 17. Jahrhundert gab es in Berchtesgaden lediglich Winkelschulen bzw. Winterschulen, in denen des Lesens und Schreibens kundige Männer und Frauen die Kinder nach der Erntezeit als Nebenbeschäftigung unterrichteten. So bezog Jakob Riedl als „Teutscher Schulmeister“ einen Klafter „Puechenes“ und der Mesner Nikolaus Vonderthann unterrichtete 1789 einige Kinder vermutlich im Mesnerhaus. Der letzte Fürstpropst Joseph Konrad von Schroffenberg-Mös ließ 1792 eine Hauptschule bzw. Normalschule und 1793 eine Baumwoll-Spinnschule einrichten. Die Hauptschule war im Nonntal (Klettnerhaus Nr. 15) untergebracht, an der bis 1811 ein ausgebildeter Berufslehrer namens Alois Mader, einige Hilfslehrer und der Mesner Nikolaus Vonderthann 70 Schüler unterrichteten. Zudem dienten der Schule von 1810 bis 1811 kurzfristig zwei Räume des nahen Schlosses als weitere Schulzimmer.

## Salinenschulen
Mit der Zugehörigkeit zu Bayern ab 1810 wurden im Rahmen des bereits seit 1802 in Bayern bestehenden Schulzwangs für die Kinder der Salzberger Salinenarbeiter in Berchtesgaden, Bad Reichenhall, Hallein und Dürrnberg am 16. November 1811 spezielle Salinenschulen eingerichtet. Für sie leisteten das Salzbergwerk und die Saline bis 1867 den größten finanziellen Anteil am Schulfonds. In Berchtesgaden wurde die mit vier Schulzimmern ausgestattete Salinenschule im Mautnerhaus (Haus Nr. 103, das ehemalige Mautgebäude neben dem Neuhausbogen) am Marktplatz eröffnet. Diese Schule besuchten die Salzberger Kinder gemeinsam mit den „Markterern“ bis 1906.
Im jetzigen Ortsteil Au wurden die Kinder im 18. Jahrhundert von Augustiner-Eremiten aus Dürrnberg unterrichtet. Deren Sold waren jährlich vier Gulden oder zwei Eimer (je 68,4 l) Bier, die das Chorherrenstift der Fürstpropstei Berchtesgaden bezahlte. 1812 besuchten 80 Kinder aus der Au die Schule in Dürrnberg. 1841 wurde in der Au das erste eigene Schulhaus errichtet, dessen erster Lehrer Jakob Hafner zuvor Schulhalter einer Winkelschule war. 1891 wurde die Schule um zwei Räume erweitert, der alte Unterrichtsraum zur Lehrerwohnung umgebaut. In diesen Räumen hatten noch 1948 zwei Lehrer vier Schulklassen zu betreuen. Erst 1951 konnten die inzwischen 200 Kinder einen Erweiterungsbau beziehen. 1966 wurde die Schule auf eine zweiklassige Grundschule bzw. Zwergschule mit den Klassen 1 bis 4 reduziert, während die Schüler der höheren Jahrgangsstufen seitdem die Haupt- bzw. Mittelpunktschule Berchtesgaden besuchten.
Im jetzigen Ortsteil Maria Gern wurde am 17. August 1804 der bisherige Schulhalter und Mesner Josef Stanger öffentlicher Schullehrer und wandelte seine Winkelschule Gern in eine unentgeltliche öffentliche Wochenschule um. Das Schulzimmer in einem Gebäude der katholischen Kirche war jedoch zugleich Trinkstube für die Honoratioren mit dem Wirt und Lehrer Stanger. 1869 errichtete die Gemeinde neben der Kirche ein eigenes Schulhaus, in dem auch die Gemeindekanzlei Platz fand. Nach hundert Jahren wurde die Gerner Schule aufgelöst und 1969 in die Mittelpunktschule Berchtesgaden eingegliedert.

## Volksschulen / Grund- und Hauptschule

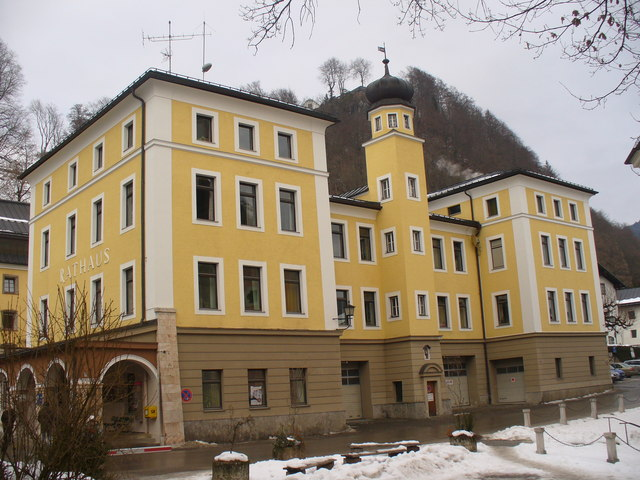
Rathaus Berchtesgaden – auch Schulgebäude von 1875 bis 1972

1906 wurde an der Schießstättstraße eine eigene Volksschule für die Kinder aus Salzberg erbaut, deren Räumlichkeiten jedoch von 1942 bis 1984 im Rahmen einer Kooperationsvereinbarung erneut gemeinsam mit der Berchtesgadener Marktschule genutzt wurden. In der einstigen Volksschule Salzberg ist jetzt ein Kindergarten untergebracht.
Eine andere Schule wurde auf dem Platz der ehemaligen Schrannenhalle in dem 1875 fertiggestellten Rathaus eingerichtet. Sie diente bis 1972 den Schülern aus Berchtesgaden, Salzberg und Stanggaß als Unterrichtsstätte.
Nach dem Zweiten Weltkrieg wurden die Volksschulen zu Bekenntnisschulen und der Markt erhielt eine katholische Schule, der 1952 eine evangelische folgte. Während die evangelischen Schüler in der „evangelischen Schule“ im Rathaus unterrichtet wurden, besuchten die katholischen Schüler ab Oktober 1952 die Volksschule Am Bacheifeld (Altbau), die 1955 um einen Mittelbau (Salzbergbau) für die Mädchen erweitert wurde. In diesen Mittelbau wurde ein Jugendheim integriert. Die Trennung nach Konfessionen und Geschlecht in den Volksschulen blieb bis 1967 bestehen. Erst nach 1967 besuchten die evangelischen Schüler gemeinsam mit den katholischen die vier Oberstufenklassen der Volksschule Berchtesgaden.
Nach der landesweiten Auflösung des Volksschulsystems wurden die Klassenstufen nach Grund- und Hauptschule getrennt, und die Schüler der Grundschule auf das Gebäude Am Bacheifeld, die der Hauptschule bis 1972 auf das Berchtesgadener Rathausgebäude verteilt. (2021 wurde wegen Umbau des Eingangsportals zur Grundschule  Am Bacheifeld ein Wandrelief des Bildhauers Alfred Essler (1929–2013) zerstört.)
1972 zog die Hauptschule Berchtesgaden vom Rathaus in einen eigenen Erweiterungsbau Am Bacheifeld um, der 1996 erneut um einen Trakt erweitert wurde. Seit dem Schuljahr 1999/2000 bietet die Hauptschule einen „Mittlere-Reife-Zug“ an. Seit dem 1. August 2010 in einem Schulverbund mit der Mittelschule Bischofswiesen, wurde die Hauptschule Berchtesgaden in Mittelschule Berchtesgaden umbenannt und bietet u. a. für beide Schulen eine Nachmittagsbetreuung an.
Derzeit (Stand: 2021) und offenbar schon seit einigen Jahren werden unter www.grundschule-berchtesgaden.de alle Grundschulen der Marktgemeinde mit ihren Schulprogrammen vorgestellt – neben der Schule  Am Bacheifeld in Berchtesgaden also auch die Grundschule Oberau in Oberau.

## Gymnasium
Am Hofe des Chorherrenstifts der Fürstpropstei Berchtesgaden gab es im Mittelalter für die Kinder der Ministerialen und angesehenen Bürger Berchtesgadens eine Lateinschule, deren erster namentlich bekannter Lehrer Georgius Agricola von 1546 bis 1556 dort unterrichtete und danach Rektor der Domschule Salzburg wurde. Weitere namentlich bekannte Lehrer waren im Jahre 1652 Dionys Pacher und 1708 Matthias Fink. Wie lange die Lateinschule existierte, ist unklar, da sie jedoch im Zusammenhang mit der ersten Volksschule 1792 nicht erwähnt wurde, gab es sie vermutlich nicht länger als bis gegen Ende des 18. Jahrhunderts. Sie war offenkundig nur „schlecht frequentiert“, so dass sie über 100 Jahre nicht wiederbelebt oder ersetzt wurde.
1921 als Privatschule gegründet und seit 1924 staatlich anerkannt, wurde die Mittelschule ab 1938 als Gemeindliche Oberschule geführt. 1950 wurde sie in Oberrealschule Berchtesgaden und 1958 mit ihrer Verstaatlichung in Realgymnasium umbenannt. 1965 richtete das Gymnasium einen neusprachlichen und ab 1972 einen mathematisch-naturwissenschaftlichen Zweig ein.
Von 1993/94 bis zum Schuljahr 2008/09 beteiligte sich das Gymnasium Berchtesgaden am Schulversuch Europäisches Gymnasium.
Derzeit wird an der Schule bei einer achtjährigen Schullaufbahn zwischen dem Angebot eines sprachlichen und eines naturwissenschaftlich-technologischen Gymnasiums unterschieden.
Von 1921 bis 2004 war das Gymnasium in dem Schulgebäude in der Salzburger Straße untergebracht, das Anfang der 1970er Jahre erweitert wurde. Im Sommer 2004 zog das Gymnasium Berchtesgaden in Sichtweite des Salzbergwerks in einen neuen Gebäudekomplex Am Anzenbachfeld.

## Berufsfachschule für Holzschnitzerei und Schreinerei
Vorläufer dieser Berufsfachschule war eine 1812 privat gegründete und 1814 vom bayerischen König genehmigte Zeichenschule. Offizielles Gründungsjahr der Zeichenschule des Marktes Berchtesgaden ist 1840. Am 19. Februar 1858 erfolgte die Umbenennung in Industrie-Zeichnungsschule, die zur Verbesserung der Berchtesgadener War beziehungsweise Waaren-Industrie dienen sollte. Die Genehmigung eines Handwerksbetriebs als Drechsler, Schnitzer und Spielwarenanfertiger war seitdem an den erfolgreichen Besuch dieser Schule gebunden. 1871 wurde die Schule in der Bergwerkstraße umgebaut. Es kamen Ausstellungs- und Verkaufsräume hinzu sowie ein Museum, das seit 1968 im Schloss Adelsheim untergebracht ist.

## Berufsschule
Bis 1974 hatte Berchtesgaden eine eigenständige Berufsschule, die danach der staatlichen Kreisberufsschule in Freilassing zugeordnet wurde. Sie hatte sich wie die Berufsfachschule für Holzschnitzerei und Schreinerei aus der vormaligen Zeichenschule entwickelt und zog 1876 als gewerbliche Fortbildungsschule ins alte Rentamt am Schloßplatz um. 1914 in Berufsfortbildungsschule umbenannt, baute der Markt von 1921 bis 1923 für sie ein eigenes Schulhaus an der Salzburger Straße. Ab 1924 war dort auch die Hauswirtschaftsschule für Mädchen untergebracht. Nach dem Zweiten Weltkrieg teilte sich die Berufsschule die Unterrichtsräume in der Bergwerkstraße mit der Berufsfachschule. Obwohl 1976 der Kreistag die Auflösung der Außenstelle Berchtesgaden beschlossen hatte, blieben dort einige Fachgruppen bis 1983 erhalten.